# The Crüxshadows
The Crüxshadows [ðə ˈkɹuːʃædoʊz] est un groupe américain de dark wave, originaire de Floride. Il est formé en 1992 par Rogue, Sean Flanagan et Tim Curry. Leur style particulier, combinant violon électrique, guitare et synthétiseur leur donne du succès sur la scène goth et dark wave.
Le groupe signe un contrat valable mondialement avec Dancing Ferret Discs, basé à Philadelphie. Leur premier album, ...Night Crawls In sort sur cassette en 1993. Il ESt suivi en 1997 par leur premier CD : Telemetry of a Fallen Angel. Ils ont tourné en Amérique du Nord, en Europe et en Asie

## Histoire

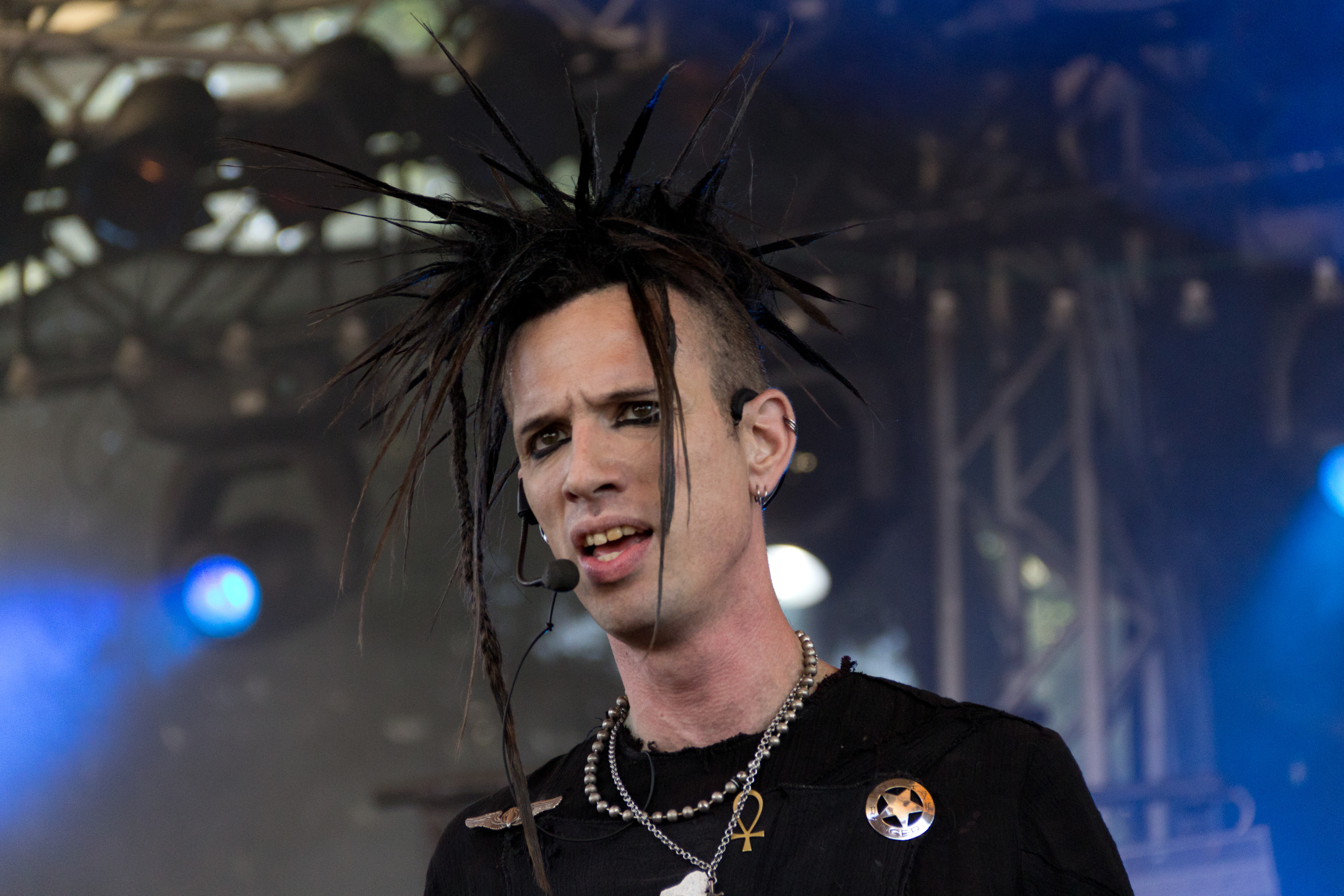
The Crüxshadows en concert.

Le groupe est à l'origine formé en 1992 par Rogue, Sean Flanagan et Tim Curry, à Tallahassee, en Floride. En 1993, The Crüxshadows auto-produit une cassette démo, ...Night Crawls in. En 1995, le groupe sort son premier CD, Telemetry of a Fallen Angel, plus tard distribué par Dancing Ferret Discs. En 1997, Sean et Tim quittent le groupe et sont remplacés par Chris Brantley, Kevin Page, et Trevor Brown. En 1999, avec la nouvelle formation, le groupe sort The Mystery of the Whisper, Until the Voices Fade..., et Paradox Addendum.
Le groupe est connu pour effectuer d'importantes tournées, apparaissant dans des clubs spectacles, des théâtres, et lors de festivals en Europe et en Amérique du Nord tous les ans. En 2001, ils jouent leur première tournée en Europe et sortent un CD live intitulé Intercontinental Drift, plus tard republié sous le titre de Echoes and Artifacts. En 2002 sort l'EP Tears qui débute à la cinquième place des charts allemands. L'album Wishfire se classe quant à lui deuxième des DAC. En 2005 sort le DVD live/CD-EP Shadowbox.
En 2006, le groupe sort l'EP Sophia qui débute premier des Billboard Hot Dance Singles Sales et 7e des Hot 100 Singles Sales. Il est publié en parallèle de leur performance au Dragon*Con. En 2007, ils sont invités à jouer au Midi Festival à Pékin, en Chine,. La même année sort l'album Dreamcypher, accomapgné du single Birthday qui atteint la première place du Billboard Dance Singles Sales Chart. En 2009, le groupe joue en tête d'affiche de The Gothic Cruise. Les Crüxshadows sont apparus chaque année depuis 1998 comme invité musical à la Dragon Con qui se tient à Atlanta, en Géorgie.
En 2012, As the Dark Against My Halo devient le premier album des Cruxshadows à atteindre la première position des charts allemands. En 2017, cinq ans après son dernier album, le groupe publie Astromythology.

## Style musical
Une grande partie de la musique du groupe est basée sur les mythologies grecque et égyptienne. Leur travail comprend des références symboliques à un certain nombre de figures mythiques, et beaucoup de leurs paroles traitent de la notion de Dieu.
Selon le chanteur Rogue, les premiers albums forment une série officieusement appelée le Cycle Angel. Ce cycle utilise les mythes, les légendes et les éléments spirituels pour traiter des questions plus personnelles qui sont caractérisées par leur signification universelle. Les paroles fonctionnent ainsi comme des paraboles, et Rogue a ouvertement déclaré qu'il voulait avoir un impact sur la vie des gens à travers la musique[réf. souhaitée].

## Culture populaire
Le groupe ou des détails du groupe apparaissent dans les médias, tels que les écrits de Caitlín R. Kiernan,, Sherrilyn Kenyon et John Ringo.
Le nom des Crüxshadows et d'autres éléments qui y ont trait apparaissent dans les décors de comics comme The Dreaming de like Vertigo/DC Comics, les jeux vidéo, les émissions de télévision comme  CSI (saison 8, épisode 7 : Goodbye and good luck) et des vignettes de cartoon,,.

## Membres

### Membres actuels
- Virgil « Rogue » duPont III – chant, violon, programmation, écriture
- Rachel Whitford – guitare
- Jen « Pyromantic » Jawidzik – synthétiseur live, chœurs
- JoHanna Moresco – violon, chœurs
- David Russell Wood – violon, chœurs
- Jessica Lackey - batterie, chœurs

### Anciens membres
- Jenne Vermes - danse, chœurs
- Cassandra Luger – guitare
- Valerie Gentile – guitare, chœurs
- Rachel McDonnell – clavier, violon
- Stacey Campbell – guitare, chant
- George Bikos – guitare
- Tim Curry  – guitare
- Kevin Page – guitare
- Chris Brantley – clavier, chant
- Trevor Brown – clavier
- Sean Flanagan – clavier
- Nick Bottom – clavier
- Beth Allen – danse
- Holly McCall – danse, chœurs
- Rachel Ulrich – danse
- Sarah Poulos – danse, chœurs
- Sarah Stewart – danse, chœurs
- Holly Hasty – danse, chœurs
- Nichole Tadlock – danse, chœurs
- Stephanie Griffith - danse, chœurs
- Stacia Marian – danse, chœurs
- Ally Knight – danse, chœurs
- Mike Perez – guitare

## Discographie

### Albums studio
- 1993 : Night Crawls In (réédité en 2005)
- 1995 : Telemetry of a Fallen Angel
- 1999 : The Mystery of The Whisper
- 2001 : Echoes and Artifacts (réédité en 2004)
- 2002 : Wishfire
- 2003 : Return (Coming Home)
- 2003 : Ethernaut
- 2004 : Telemetry of a Fallen Angel (Anniversary Edition)
- 2006 : Mystery of the Whisper/Until the Voices Fade
- 2007 : DreamCypher
- 2012 : As the Dark against my Halo
- 2017 : Astromythology

### Singles et EP
- 1999 : Until the Voices Fade...
- 2000 : Paradox Addendum
- 2002 : Tears
- 2003 : Frozen Embers
- 2004 : Fortress in Flames
- 2005 : Shadowbox incl. Live-Performance Video and Foreverlast EP
- 2006 : Sophia
- 2007 : Birthday
- 2008 : Immortal
- 2009 : Quicksilver
- 2011 : Valkyrie
- 2016 : Helios